# Santa Brigida (Italia)
Santa Brigida es una localidad y comune italiana de la provincia de Bérgamo, región de Lombardía, con 635 habitantes.

## Evolución demográfica
| Gráfica de evolución demográfica de Santa Brigida entre 1861 y 2001 |
|                                                                     |
| Fuente ISTAT - elaboración gráfica de Wikipedia                     |